# NGC 5056
NGC 5056 is een spiraalvormig sterrenstelsel in het sterrenbeeld Hoofdhaar. Het hemelobject werd op 13 maart 1785 ontdekt door de Duitse astronoom William Herschel.

## Synoniemen
- UGC  8337
- MCG  5-31-166
- ZWG  160.173
- KUG  1313+312
- IRAS 13138+3112
- PGC  46180